# Костас Пілеас
Костас Пілеас (грец. Κώστας Πηλέας, нар. 11 грудня 1998, Пафос) — кіпрський футболіст, захисник клубу «Пафос» і національної збірної Кіпру.

## Клубна кар'єра
Народився 11 грудня 1998 року в місті Пафос. Вихованець футбольної академії лондонського «Арсенала».
У дорослому футболі дебютував 2017 року на батьківщині виступами за «Анортосіс», в якому протягом сезону взяв участь у 5 матчах чемпіонату. 
Протягом 2018—2019 років захищав на правах оренди кольори «Ерміса», після чого повернувся до «Анортосіса», а згодом грав за  «Етнікос» (Ахна) та «Аріс» (Лімасол).
2023 року перебрався до Греції, ставши гравцем «Пансерраїкоса».
В липні 2024 року Костас Пілеас повернувся до Кіпру, де приєднався до клубу «Пафос».

## Виступи за збірні
2014 року дебютував у складі юнацької збірної Кіпру (U-17), загалом на юнацькому рівні взяв участь у 9 іграх, відзначившись одним забитим голом.
Протягом 2017–2020 років залучався до складу молодіжної збірної Кіпру. На молодіжному рівні зіграв в 11 офіційних матчах.
2023 року дебютував в офіційних матчах у складі національної збірної Кіпру.

## Титули і досягнення
- Володар Кубка Кіпру (1):

«Анортосіс»: 2020-2021
- Чемпіон Кіпру (2):

«Аріс»: 2022-2023
Пафос: 2024-2025